# Pseudomonacanthus
Pseudomonacanthus is een geslacht van straalvinnige vissen uit de familie van vijlvissen (Monacanthidae). Het geslacht is voor het eerst wetenschappelijk beschreven in 1866 door Bleeker.

## Soorten
- Pseudomonacanthus elongatus Fraser-Brunner, 1940
- Pseudomonacanthus macrurus (Bleeker, 1857)
- Pseudomonacanthus peroni (Hollard, 1854)